# Puchar Króla Hiszpanii w piłce siatkowej mężczyzn (2012)
Puchar Króla Hiszpanii w piłce siatkowej mężczyzn 2012 (hiszp. Copa de SM el Rey 2012) - 37. sezon rozgrywek o siatkarski Puchar Króla Hiszpanii odbywających się od 1976 roku. Zainaugurowane zostały 26 stycznia i trwały do 29 stycznia 2012 roku. Brało w nich udział 8 najlepszych klubów fazy zasadniczej SVM.
Rozgrywki składały się z ćwierćfinałów, półfinałów i finału. O miejscu w klasyfikacji końcowej decydowały kolejno: liczba wygranych meczów, liczba wygranych setów, liczba zdobytych małych punktów.
Mecz finałowy odbył się 29 stycznia 2012 roku w Pabellón Municipal Los Planos w Teruel. Puchar Króla Hiszpanii zdobył zespół Caja 3 Voleibol Teruel, pokonując w finale drużynę Ciudad Medio Ambiente Soria.

## Drużyny uczestniczące
| Superliga de Voleibol Masculina 8 drużyn | Superliga de Voleibol Masculina 8 drużyn |
| ---------------------------------------- | ---------------------------------------- |
| Bantierra Fábregas Sport                 | półfinał                                 |
| Caja 3 Voleibol Teruel                   | zwycięstwo                               |
| Cajasol Juvasa                           | ćwierćfinał                              |
| Ciudad Medio Ambiente Soria              | finał                                    |
| Club Vigo Voleibol                       | ćwierćfinał                              |
| UBE L'Illa-Grau                          | ćwierćfinał                              |
| Unicaja Almería                          | półfinał                                 |
| Voley Guada                              | ćwierćfinał                              |

## Drabinka
|  |                             |                             |                          |                          |   |                             |                             |           |  |  |       |       |       |
|  | Ćwierćfinały                | Ćwierćfinały                | Ćwierćfinały             |                          |   | Półfinały                   | Półfinały                   | Półfinały |  |  | Finał | Finał | Finał |
|  | Ćwierćfinały                | Ćwierćfinały                | Ćwierćfinały             |                          |   | Półfinały                   | Półfinały                   | Półfinały |  |  | Finał | Finał | Finał |
|  |                             |                             |                          |                          |   |                             |                             |           |  |  |       |       |       |
|  |                             |                             |                          |                          |   |                             |                             |           |  |  |       |       |       |
|  | Ciudad Medio Ambiente Soria | Ciudad Medio Ambiente Soria | 3                        |                          |   |                             |                             |           |  |  |       |       |       |
|  | Ciudad Medio Ambiente Soria | Ciudad Medio Ambiente Soria | 3                        |                          |   |                             |                             |           |  |  |       |       |       |
|  | Club Vigo Voleibol          | Club Vigo Voleibol          | 1                        |                          |   |                             |                             |           |  |  |       |       |       |
|  | Club Vigo Voleibol          | Club Vigo Voleibol          | 1                        |                          |   | Ciudad Medio Ambiente Soria | Ciudad Medio Ambiente Soria | 3         |  |  |       |       |       |
|  |                             |                             |                          |                          |   | Ciudad Medio Ambiente Soria | Ciudad Medio Ambiente Soria | 3         |  |  |       |       |       |
|  |                             |                             | Bantierra Fábregas Sport | Bantierra Fábregas Sport | 0 |                             |                             |           |  |  |       |       |       |
|  | Cajasol Juvasa              | Cajasol Juvasa              | Bantierra Fábregas Sport | Bantierra Fábregas Sport | 0 | 2                           |                             |           |  |  |       |       |       |
|  | Cajasol Juvasa              | Cajasol Juvasa              |                          |                          |   |                             |                             |           |  |  |       |       |       |
|  | Bantierra Fábregas Sport    | Bantierra Fábregas Sport    | 3                        |                          |   |                             |                             |           |  |  |       |       |       |
|  | Bantierra Fábregas Sport    | Bantierra Fábregas Sport    | 3                        |                          |   | Ciudad Medio Ambiente Soria | Ciudad Medio Ambiente Soria | 0         |  |  |       |       |       |
|  |                             |                             |                          |                          |   |                             | Ciudad Medio Ambiente Soria | 0         |  |  |       |       |       |
|  |                             |                             | Caja 3 Voleibol Teruel   | Caja 3 Voleibol Teruel   | 3 |                             |                             |           |  |  |       |       |       |
|  | Caja 3 Voleibol Teruel      | Caja 3 Voleibol Teruel      | Caja 3 Voleibol Teruel   | Caja 3 Voleibol Teruel   | 3 | 3                           |                             |           |  |  |       |       |       |
|  | Caja 3 Voleibol Teruel      | Caja 3 Voleibol Teruel      |                          |                          |   |                             |                             |           |  |  |       |       |       |
|  | Voley Guada                 | Voley Guada                 | 0                        |                          |   |                             |                             |           |  |  |       |       |       |
|  | Voley Guada                 | Voley Guada                 | 0                        |                          |   | Caja 3 Voleibol Teruel      | Caja 3 Voleibol Teruel      | 3         |  |  |       |       |       |
|  |                             |                             |                          |                          |   | Caja 3 Voleibol Teruel      | Caja 3 Voleibol Teruel      | 3         |  |  |       |       |       |
|  |                             |                             | Unicaja Almería          | Unicaja Almería          | 0 |                             |                             |           |  |  |       |       |       |
|  | Unicaja Almería             | Unicaja Almería             | Unicaja Almería          | Unicaja Almería          | 0 | 3                           |                             |           |  |  |       |       |       |
|  | Unicaja Almería             | Unicaja Almería             |                          |                          |   |                             |                             |           |  |  |       |       |       |
|  | UBE L'Illa-Grau             | UBE L'Illa-Grau             | 0                        |                          |   |                             |                             |           |  |  |       |       |       |
|  | UBE L'Illa-Grau             | UBE L'Illa-Grau             | 0                        |                          |   |                             |                             |           |  |  |       |       |       |

## Ćwierćfinały
| Data       | Drużyna 1                   |     | Drużyna 2                | Sety                                |
| ---------- | --------------------------- | --- | ------------------------ | ----------------------------------- |
| 26.01.2012 | Ciudad Medio Ambiente Soria | 3:1 | Club Vigo Voleibol       | (25:22, 25:18, 22:25, 25:11)        |
| 27.01.2012 | Cajasol Juvasa              | 2:3 | Bantierra Fábregas Sport | (21:25, 25:21, 20:25, 25:23, 15:17) |
| 26.01.2012 | Caja 3 Voleibol Teruel      | 3:0 | Voley Guada              | (25:13, 25:17, 25:17)               |
| 27.01.2012 | Unicaja Almería             | 3:0 | UBE L'Illa-Grau          | (25:21, 31:29, 25:15)               |

## Półfinały
| Data       | Drużyna 1                   |     | Drużyna 2                | Sety                  |
| ---------- | --------------------------- | --- | ------------------------ | --------------------- |
| 28.01.2012 | Ciudad Medio Ambiente Soria | 3:0 | Bantierra Fábregas Sport | (25:17, 25:22, 25:17) |
| 28.01.2012 | Caja 3 Voleibol Teruel      | 3:0 | Unicaja Almería          | (25:19, 25:23, 25:15) |

## Finał
| Data       | Drużyna 1                   |     | Drużyna 2              | Sety                  |
| ---------- | --------------------------- | --- | ---------------------- | --------------------- |
| 29.01.2012 | Ciudad Medio Ambiente Soria | 0:3 | Caja 3 Voleibol Teruel | (22:25, 22:25, 19:25) |

| Ciudad Medio Ambiente Soria | 0:3                          | Caja 3 Voleibol Teruel |
| Daniel Rocamora 14 pkt      | (22:25, 22:25, 19:25) raport | Matthew Webber 14 pkt  |

| Poz.            | Nr | Zawodnik             | 1        | 2        | 3        | 4 | 5 | Pkt |
| --------------- | -- | -------------------- | -------- | -------- | -------- | - | - | --- |
| P               | 6  | Raúl Muñoz           | 7 cztery |          | 2 zmiana |   |   | 3   |
| A               | 7  | Daniel Rocamora      | 6 trzy   | 7 cztery | 6 trzy   |   |   | 14  |
| P               | 8  | José Antonio Casilla | 4 jeden  | 5 dwa    | 4 jeden  |   |   | 9   |
| Ś               | 10 | Marc Altayó          | 5 dwa    | 6 trzy   | 5 dwa    |   |   | 10  |
| R               | 11 | Alfonso Flores Peña  | 9 sześć  | 4 jeden  | 9 sześć  |   |   |     |
| Ś               | 18 | Elvis de Oliveira    | 8 pięć   | 9 sześć  | 8 pięć   |   |   | 6   |
| L               | 14 | Aharon Gámiz         | L        | L        | L        |   |   |     |
| Zmiany          |    |                      |          |          |          |   |   |     |
| P               | 2  | Manuel Salvador      |          | 8 pięć   | 7 cztery |   |   | 8   |
| A               | 3  | Osveny Sánchez       | 2 zmiana |          |          |   |   |     |
| Ś               | 9  | Pablo Bugallo        |          | 2 zmiana |          |   |   |     |
| R               | 17 | Xavier Folguera      | 2 zmiana | 2 zmiana |          |   |   | 1   |
| Trener          |    |                      |          |          |          |   |   |     |
| José Luis Moltó |    |                      |          |          |          |   |   |     |

| Poz.          | Nr | Zawodnik             | 1        | 2        | 3        | 4 | 5 | Pkt |
| ------------- | -- | -------------------- | -------- | -------- | -------- | - | - | --- |
| P             | 1  | Francisco Rodríguez  | 7 cztery | 7 cztery | 7 cztery |   |   | 7   |
| Ś             | 2  | Manuel Parres        | 5 dwa    | 5 dwa    | 2 zmiana |   |   | 1   |
| P             | 4  | Manuel Sevillano     | 4 jeden  | 4 jeden  | 4 jeden  |   |   | 8   |
| R             | 5  | Rodman José Valera   | 9 sześć  | 9 sześć  | 9 sześć  |   |   | 2   |
| Ś             | 7  | José Miguel Sugrañes | 8 pięć   | 8 pięć   | 8 pięć   |   |   | 10  |
| A             | 13 | Matthew Webber       | 6 trzy   | 6 trzy   | 6 trzy   |   |   | 14  |
| L             | 12 | Francesc Llenas      | L        | L        | L        |   |   |     |
| Zmiany        |    |                      |          |          |          |   |   |     |
| R             | 8  | Sergi Arranz         |          | 2 zmiana | 2 zmiana |   |   |     |
| Ś             | 11 | Marcos Dreyer        |          | 2 zmiana | 5 dwa    |   |   | 7   |
| P             | 14 | Renato Hermely       | 2 zmiana | 2 zmiana | 2 zmiana |   |   |     |
| Trener        |    |                      |          |          |          |   |   |     |
| Óscar Novillo |    |                      |          |          |          |   |   |     |

| Poz.            | Nr | Zawodnik             | 1        | 2        | 3        | 4 | 5 | Pkt |
| --------------- | -- | -------------------- | -------- | -------- | -------- | - | - | --- |
| P               | 6  | Raúl Muñoz           | 7 cztery |          | 2 zmiana |   |   | 3   |
| A               | 7  | Daniel Rocamora      | 6 trzy   | 7 cztery | 6 trzy   |   |   | 14  |
| P               | 8  | José Antonio Casilla | 4 jeden  | 5 dwa    | 4 jeden  |   |   | 9   |
| Ś               | 10 | Marc Altayó          | 5 dwa    | 6 trzy   | 5 dwa    |   |   | 10  |
| R               | 11 | Alfonso Flores Peña  | 9 sześć  | 4 jeden  | 9 sześć  |   |   |     |
| Ś               | 18 | Elvis de Oliveira    | 8 pięć   | 9 sześć  | 8 pięć   |   |   | 6   |
| L               | 14 | Aharon Gámiz         | L        | L        | L        |   |   |     |
| Zmiany          |    |                      |          |          |          |   |   |     |
| P               | 2  | Manuel Salvador      |          | 8 pięć   | 7 cztery |   |   | 8   |
| A               | 3  | Osveny Sánchez       | 2 zmiana |          |          |   |   |     |
| Ś               | 9  | Pablo Bugallo        |          | 2 zmiana |          |   |   |     |
| R               | 17 | Xavier Folguera      | 2 zmiana | 2 zmiana |          |   |   | 1   |
| Trener          |    |                      |          |          |          |   |   |     |
| José Luis Moltó |    |                      |          |          |          |   |   |     |

| Poz.          | Nr | Zawodnik             | 1        | 2        | 3        | 4 | 5 | Pkt |
| ------------- | -- | -------------------- | -------- | -------- | -------- | - | - | --- |
| P             | 1  | Francisco Rodríguez  | 7 cztery | 7 cztery | 7 cztery |   |   | 7   |
| Ś             | 2  | Manuel Parres        | 5 dwa    | 5 dwa    | 2 zmiana |   |   | 1   |
| P             | 4  | Manuel Sevillano     | 4 jeden  | 4 jeden  | 4 jeden  |   |   | 8   |
| R             | 5  | Rodman José Valera   | 9 sześć  | 9 sześć  | 9 sześć  |   |   | 2   |
| Ś             | 7  | José Miguel Sugrañes | 8 pięć   | 8 pięć   | 8 pięć   |   |   | 10  |
| A             | 13 | Matthew Webber       | 6 trzy   | 6 trzy   | 6 trzy   |   |   | 14  |
| L             | 12 | Francesc Llenas      | L        | L        | L        |   |   |     |
| Zmiany        |    |                      |          |          |          |   |   |     |
| R             | 8  | Sergi Arranz         |          | 2 zmiana | 2 zmiana |   |   |     |
| Ś             | 11 | Marcos Dreyer        |          | 2 zmiana | 5 dwa    |   |   | 7   |
| P             | 14 | Renato Hermely       | 2 zmiana | 2 zmiana | 2 zmiana |   |   |     |
| Trener        |    |                      |          |          |          |   |   |     |
| Óscar Novillo |    |                      |          |          |          |   |   |     |

| SOR | STATYSTYKI        | TER |
| 63  | MAŁE PUNKTY       | 75  |
| 43  | ATAK              | 40  |
| 6   | BLOK              | 6   |
| 2   | SERWIS            | 3   |
| 12  | BŁĘDY PRZECIWNIKA | 26  |

## Klasyfikacja końcowa
| Lp. | Drużyna                     |
| --- | --------------------------- |
| 1   | Caja 3 Voleibol Teruel      |
| 2   | Ciudad Medio Ambiente Soria |
| 3   | Unicaja Almería             |
| 4   | Bantierra Fábregas Sport    |
| 5   | Cajasol Juvasa              |
| 6   | Club Vigo Voleibol          |
| 7   | UBE L'Illa-Grau             |
| 8   | Voley Guada                 |